# هنگ بلوچ
هنگ بلوچ (انگلیسی: Baloch Regiment) هنگ پیاده‌نظام زیرمجموعه نیروی زمینی پاکستان است، که در سال ۱۷۹۸ تأسیس شد و امروزه همچنان به فعالیت خود در ارتش پاکستان ادامه می‌دهد. ستاد فرماندهی هنگ بلوچ در شهر ایبت‌آباد قرار دارد.
فرم کنونی این هنگ در ماه مه ۱۹۵۶ با ادغام هنگ‌های هشتم پنجاب و بهاولپور با هنگ بلوچ تشکیل شد. از آن زمان، افزایش نیروها، قدرت این هنگ را به ۲۷ گردان رسانده است. هنگ بلوچ از پیاده‌نظام ارتش هند بریتانیای قدیم نشأت گرفته و نام آن از بلوچستان گرفته شده است. قبل از سال ۱۹۹۱، این هنگ بلوچ نامیده می‌شد، اما املای آن به «بلوچ» تغییر یافت تا تلفظ صحیح را بهتر منعکس کند.
هنگ بلوچ پس از هنگ پنجاب، دومین هنگ ارشد است. گردان ارشد آن بیش از دویست سال پیش، در سال ۱۷۹۸، تشکیل شد. این هنگ سابقه درخشانی در خدمت نظامی، چه قبل و چه بعد از استقلال پاکستان، دارد. این هنگ جوایز شجاعت متعددی از جمله ۶ صلیب ویکتوریا، یک صلیب جورج، ۶ هلال جرئت با یک نشان، ۶۸ ستاره جرئت با ۴ نشان و ۸۱ تمغا جرئت را از آن خود کرده است. فهرست طولانی افتخارات جنگی این هنگ از نبرد کوچین در سال ۱۸۰۹ تا نبرد قیصر هند در سال ۱۹۷۱ است.